# Luisa Granito
Luisa Granito (Napoli, 29 giugno 1769 – 17 marzo 1832) è stata una poetessa e patriota italiana.

## Biografia

### L'infanzia e l'istruzione

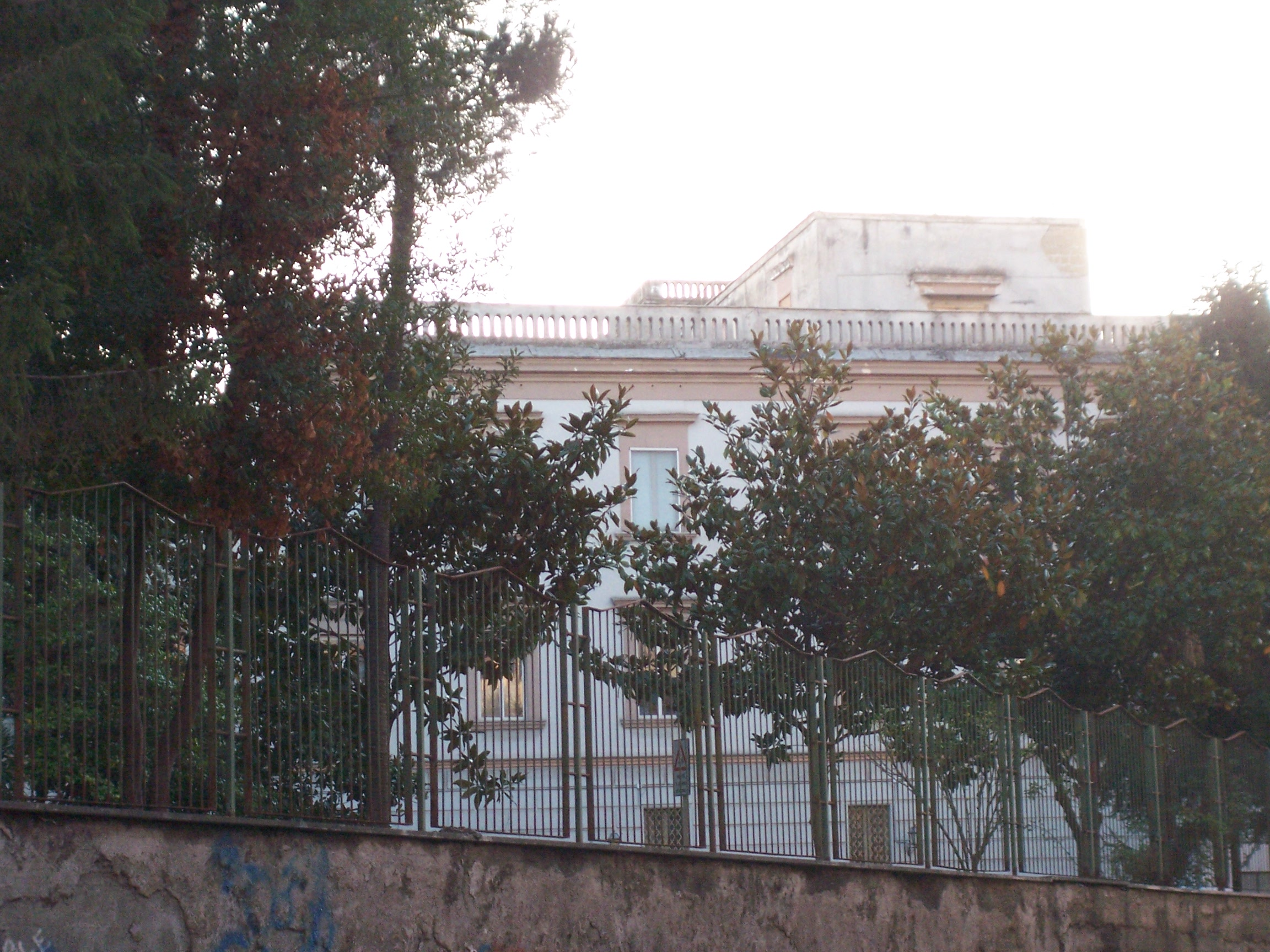
Villa Ricciardi; nel rinomato quartiere napoletano del Vomero, fu dal 1817 la casa di Luisa Granito e della sua famiglia, nonché uno dei salotti più in vista della Napoli settecentesca.

Luisa fu la ventunesima figlia del marchese di Castellabate Angelo Granito e di Nicoletta dei marchesi Cavaselice salernitani.
Dagli scritti di autori del suo tempo che ci hanno lasciato testimonianze sulla sua vita, possiamo sapere come la sua infanzia fu rigida, in quanto nata nobildonna:
(Luisa Granito in L'Istitutore e prose e poesie inedite o rare d'italiani viventi, 1838)
Luisa ricevette dunque una severa educazione fin dall'infanzia. La sua istruzione rispetto a quella delle altre donne del tempo, soprattutto se non erano di rango nobiliare, fu più completa e poté imparare diverse lingue come il latino e il francese, studiare matematica, lettere e musica. Soprattutto la poesia l'appassionò; si racconta infatti che tradusse delle egloghe di Virgilio e compose molti componimenti lirici, spesso dati alle stampe (parte di questi furono redatti in un unico volume che venne stampato poi stampato a Parigi nel 1843 con il titolo di Gemme o rime di poetesse italiane).
Si dilettò anche nel comporre opere cantate e spettacoli teatrali, dei quali i più apprezzati furono il dramma semiserio intitolato La soffitta degli artisti, pubblicato a Napoli nel 1837; il dramma semiserio Sara, visto oltre che dai napoletani anche a Palermo e pubblicato nel 1842; il dramma semiserio Gastone Chanley.
La sua formazione religiosa venne affidata, sotto sua espressa richiesta al vescovo Bernardo della Torre, un prelato di idee patriottiche che si occupò non solo di fornire a Luisa le nozioni sulla religione cristiana ma le indicò anche quali libri leggere, correggendola nei suoi scritti.

### La rivolta napoletana del 1799
Ben presto il rapporto tra il padre confessore e Luisa divenne amichevole fino al punto che questa, durante le vicende della Repubblica Napoletana nel 1799, riuscì a salvargli la vita opponendosi alla condanna a morte che il re Ferdinando IV gli aveva inflitto. Oltre il vescovo aiutò anche altri patrioti napoletani.
In quei giorni concitati per la Repubblica Napoletanea, Luisa salvò dalla furia del popolo anche una sua cara amica, la duchessa di Popoli Maria Antonia Carafa, definita dallo storico patriota partenopeo Pietro Colletta come una delle "madri della patria", trovandole rifugio presso la casa di Aurora Prevetot, fidanzata del noto patriota Vincenzio Russo, uno dei massimi esponenti del giacobinismo.

### La vita sociale e la famiglia Ricciardi
All'età di 31 anni Luisa sposò, contro il volere dei suoi genitori, Francesco Ricciardi, dal quale ebbe cinque figli; Elisabetta, Irene, Giulio, Giuseppe e Giovanni, l'ultimo nato morì alla giovanissima età di 14 mesi. Luisa volle allattare lei tutti i suoi figli e questo è un fattore sociale che la pone in uno sguardo moderno, non usuale per l'epoca, poiché era espressa abitudine che le aristocratiche affidassero la cura dei propri figli, compreso l'allattamento, alle istitutrici.
Ma Luisa volle occuparsi personalmente anche dell'istruzione dei suoi figli, esigendo che le sue due bambine potessero disporre di basi adeguate per l'apprendimento, nonostante nella società settecentesca le figlie femmine non potevano avere facile accesso allo studio.
In una sua lettera scritta nell'ottobre del 1793 a monsignor Della Torre, Luisa si era già domandata se a causa della difficile condizione sociale che viveva la donna in quell'epoca, vi si potesse mai giungere ad una qualche uguaglianza con il genere maschile nell'istruzione:
(Luisa Granito)
Le fu risposto dal monsignor Della Torre che la donna poteva avere diverse discipline nelle quali ella poteva eccellere al pari di un uomo; l'arte, la poesia, lo studio delle lingue erano tra queste. Mentre riservava altre discipline che richiedevano fisicità agli uomini; tra queste la navigazione, l'arte della guerra, l'astronomia. Mantenendo una certa coerenza con il pensiero sociologico dell'epoca.
Luisa conscia del proprio contesto culturale, insegnò alle sue due figlie molte discipline scolastiche, portando Elisabetta ed Irene ad essere considerate come due tra le giovani donne più istruite della Napoli borbonica.
La scrittrice irlandese Lady Marguerite di Blessington, frequentando la famiglia Ricciardi, fece diversi elogi alle figlie di Luisa definendole dilette nella cultura poetica e matematica, oltre che musicale e linguistica.
Inoltre Luisa si occupava anche dell'amministrazione economica e domestica dei terreni del marito, divenuto nel frattempo conte per volere di Gioacchino Murat e quasi sempre impegnato nei pubblici affari. La Villa dei Ricciardi divenne meta di importanti personalità napoletane, definita il centro degli incontri politici di quelle personalità che formarono poi i moti rivoluzionari napoletani del 1848.
Non bisogna infatti dimenticare il lato ribelle di Luisa Granito, la quale trasmise al figlio, Giuseppe Ricciardi (futuro esponente e politico del movimento patriota pro-Italia) le sue idee popolari, o certamente fece parte della sua formazione ideologica per ammissione del figlio stesso:
(Giuseppe Ricciardi Memorie cit. pag 27 in Nel desiderio delle tue care nuove: scritture private e relazioni di genere nell'Ottocento risorgimentale)
Il quale aggiunge che Luisa raccontava quasi ogni sera "assidui e vivaci" vicissitudini affrontate durante i difficili momenti del 1799.

Il prospetto biografico di Luisa Granito appare quello di una donna dedita ad ogni aspetto della vita familiare, con una vita esposta agli affari pubblici sociali e un approccio culturale all'avanguardia rispetto alla realtà dell'epoca.
In seguito le sue due figlie si ammalarono di morbillo e Luisa si dedicò a curarle, ma mentre le due giovani donne guarirono dalla malattia per Luisa risultò essere invece fatale, morì il 17 marzo 1832, lasciando un chiaro ricordo di sé e ricevendo molte dimostrazioni d'affetto da parte di suoi conoscenti che vollero dedicarle versi e poesie.